# Heine Stupp
Heine Stupp (* 1875 in Köln; † 1955 in Kronberg im Taunus) war ein deutscher Abenteurer und Weltreisender, der dadurch Bekanntheit erlangte, dass er, nach eigenen Angaben, die Erde zu Fuß umwanderte. Zuvor reiste er zu Fuß durch Süddeutschland, Österreich-Ungarn, Italien, Belgien und die Niederlande. Auslöser für diesen Rekordversuch war die Wette eines amerikanischen Unternehmens. Im Rahmen dieser Wette machten sich die beiden Amerikaner Gost Koegel und Fred Thoerner auf den Weg um die Welt. In München schloss sich Heine Stupp diesen beiden an. Am 31. Juli 1895 startete er seinen Weltrekordversuch von München aus. Heine Stupp umrundete die Welt innerhalb von 492 Tagen. Am 5. Dezember 1896 traf er wieder in München ein. Die beiden Amerikaner machten sich am 10. Juni 1894 von San Francisco auf den Weg und erreichten ihren Ausgangspunkt am Ende Juni 1896. Aufgrund einer Verletzung am Knie, die er sich in Rumänien zuzog, musste Fred Thoerner die Wanderung unterbrechen. Er stieß erst in Kalkutta wieder auf Heine Stupp und Gost Koegel.

## Kritik
Aus heutiger Perspektive kann dieser Wanderung zu Fuß um die Welt jedoch nicht als Rekord gewertet werden. So beschreibt Heine Stupp in seinem Tagebuch, dass er auf seiner Reise verschiedene Male Verkehrsmittel nutzte. Im Tagebuch von Stupp finden sich auch Orte und die dazugehörigen Reisedaten, die ohne die Nutzung von Verkehrsmitteln nicht bewältigt werden können. So gibt er beispielsweise an, dass sie Hongkong am 21. April 1896 erreichen. Nur zehn Tage später, am 1. Mai 1896 treffen sie in Shanghai ein. Die Entfernung zwischen Hongkong und Shanghai beträgt 1223 km Luftlinie. Zu Fuß ist diese Distanz in 10 Tagen, mit der damaligen Ausrüstung, nicht zu überwinden. Ähnliche Angaben werden für die ca. 1250 km lange Strecke von Nagasaki (3. Mai 1896) nach Yokohama (18. Mai 1896) gemacht.